# 磯谷廉介
磯谷廉介（1886年9月3日—1967年6月6日），日本兵库县人，第二次世界大戰時日本国陆军中将，香港日佔時期的首任總督。战后，南京軍事法庭作为战争犯罪人被起诉审判。

## 生平
1886年9月3日磯谷廉介出身于兵库县，旧篠山藩士磯谷次郎的三子。毕业于大阪陆军地方幼年军校，陸軍中央幼年學校，1904年10月，自陆军士官学校16期毕业，与冈村宁次、板垣征四郎、土肥原贤二為同期生。在步兵第20聯隊任职。1915年12月，陸軍大學校第27期毕业。与岡部直三郎、東條英機、今村均、本間雅晴、大島浩同期。
1916年成为参謀本部人员，派驻中国南方广东工作。先后在步兵第13联队、步兵第7联队任职，派驻广东多年的经历，使其专注于孙中山领导的国民党政权。1928年晋升大佐。後曾任第1师团参谋长、教育总监部课长，陆军省人事局课长。1933年晋升陆军少将，就任参謀本部第2部长，1935年在日本駐中國使館任武官，是日軍中的「支那通」。二二六事件后于1936年3月23日任日本陸軍省军务局长，同年晋升陆军中将。

### 投入中日战争
1937年被任命为第10师团长，在七七事变后，磯谷廉介指揮第10師團入侵华北地区作战，1938年3月，10师团之第33旅团沿津浦铁路線向徐州方向進攻，日軍第33旅团（也称濑谷支队）孤军深入山东省南部的大运河韩庄及台儿庄一线，与李宗仁指揮第五戰區的國民革命軍交战，在台兒莊戰役，一度受挫退却。國军将领李宗仁、湯恩伯等各部隊放棄追擊，國府遂稱「大捷」而不稱「大勝」。

### 与蘇聯的衝突
1938年6月，磯谷廉介接替东条英机任日本关东军參謀長。1939年5月，滿洲國軍隊跟蒙古軍隊在諾門罕發生小規模邊境武装衝突，後演化成為日本關東軍對蘇聯紅軍的諾門罕戰役。 朱可夫指揮6個旅7萬名蘇聯遠東軍，以機械化部隊擊敗兩個師團（第23師團及第7師團的主力）約4萬名日本關東軍，1万8千名日軍傷亡。日本全國震動，平沼內閣請辭。關東軍司令官植田謙吉及參謀長磯谷廉介因诺门坎事件失败的责任被撤職，磯谷廉介轉入後備役。

### 就任香港總督
1941年12月日軍偷襲珍珠港後向英、美宣戰，太平洋战争开始。酒井隆指揮日軍入侵英屬香港，經過18日的戰鬥，香港總督楊慕琦在12月25日向日軍投降。由於被外务大臣东乡茂德所看中，磯谷廉介被任命為香港佔領地總督，於1942年2月20日正式上任。1944年12月24日，磯谷廉介調任台灣行政司長，香港佔領地總督一職改由田中久一接任。磯谷廉介任总督佔領香港期間，日軍從香港奪取各樣物資，包括強迫市民換取無保證的日本軍票。又實行强制日化教育，禁止使用英語，把香港街道及地名改為日本名；推行疏散政策，迫使香港居民遷回大陸。到1945年日本投降時，香港的居民人數降至70萬，只及戰前的一半。

### 軍事審判

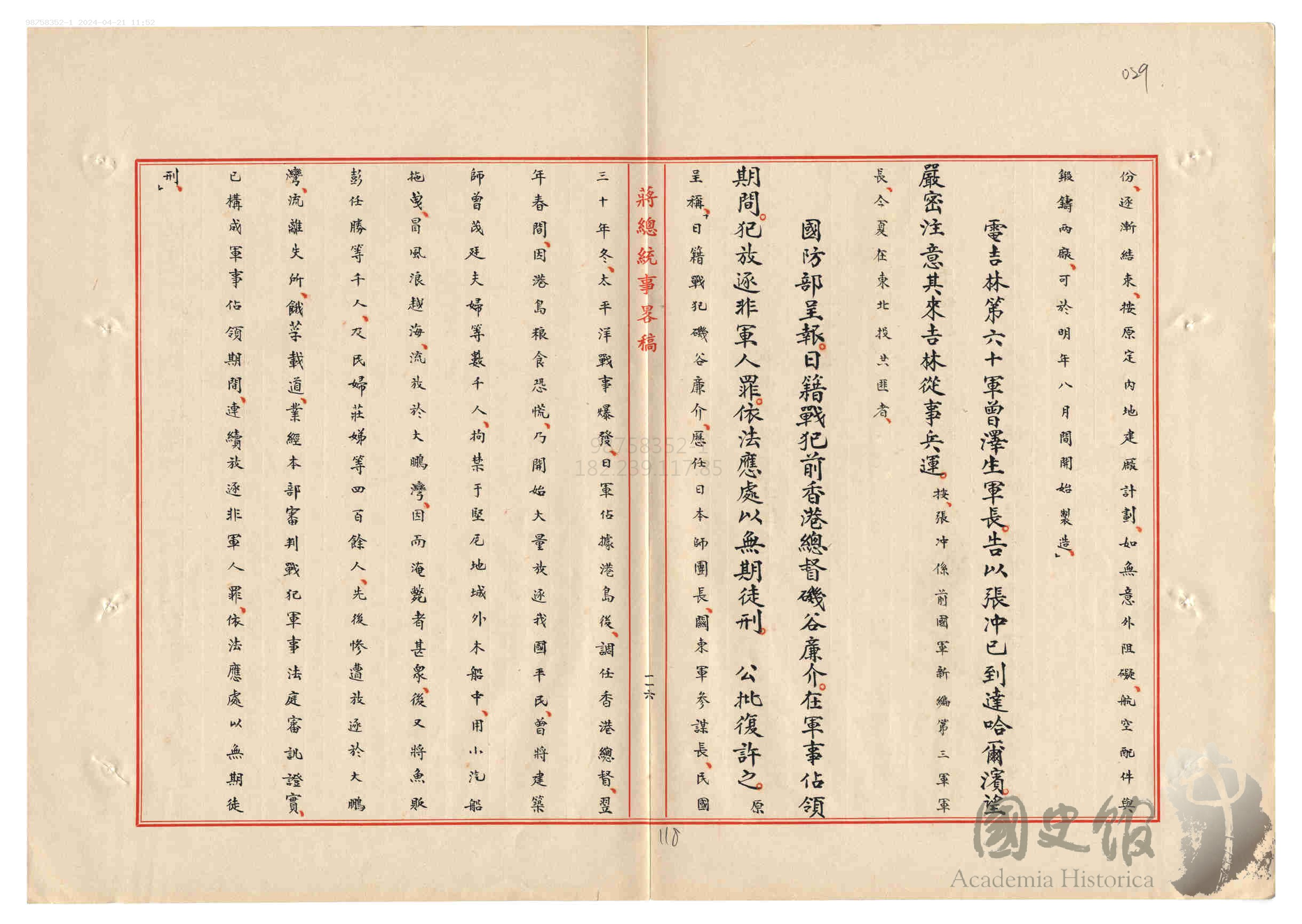
磯谷廉介罪行

1946年，战后，民國政府在南京軍事法庭判以戰爭罪行起诉審判磯谷廉介，1947年7月22日磯谷廉介被判终身监禁。在巢鴨監獄服刑。後來1952年8月提早獲釋。1967年6月6日於日本去世。

## 親族
- 岳父 青木宣纯（陸軍中將）

## 外部連結
| 前任： · 酒井隆 · （ 日佔香港軍政廳最高長官） | 日佔香港佔領地總督 · 1942年2月20日－1944年12月24日 | 繼任： · 田中久一 · （ 日佔香港總督） |